# 清繭子
清 繭子（きよし まゆこ、1982年 - ）は、日本のエッセイスト、小説家。

## 来歴・人物
大阪府に生まれる。大阪府立泉陽高等学校、早稲田大学政治経済学部卒業後、出版社で雑誌、まんが、絵本等の編集に携わる。2022年、17年勤めた出版社を退職し、小説家を目指して、フリーのエディター、ライターになる。
2010年11月、短編恋愛小説「第6回深大寺恋物語」で「象のささくれ」が審査員特別賞を受賞。

## エッセイ
- 夢みるかかとにご飯つぶ（幻冬舎、2024年7月）